# Ptolemaios (Platoniker)
Ptolemaios (altgriechisch Πτολεμαῖος) war ein antiker griechischer Philosoph (Platoniker). Seine Lebenszeit ist unbekannt, vermutlich fällt sie ins 3. Jahrhundert.
Der Neuplatoniker Proklos (5. Jahrhundert) erwähnt in seinem Kommentar zu Platons Dialog Timaios einen Platoniker namens Ptolemaios, der zu der Frage Stellung nahm, wer der nicht namentlich genannte vierte Gesprächsteilnehmer in diesem Dialog ist. Über die aristotelisch beeinflusste Seelenlehre des Ptolemaios macht der Neuplatoniker Iamblichos Angaben. Er berichtet, dass Ptolemaios zu denjenigen Platonikern gehörte, die meinten, die Seele befinde sich immer in einem Körper, also auch wenn sie nicht auf der Erde inkarniert ist. Entweder halte sie sich im „festen“, „muschelartigen“ Leib auf oder in einem „feineren“.
Heinrich Dörrie ist der Ansicht, dass Ptolemaios in die Zeit des späten Mittelplatonismus gehört. Für einen Mittelplatoniker halten ihn auch Matthias Baltes und Harold Tarrant.
Der Altphilologe Albrecht Dihle hat diesen Platoniker mit einem gleichnamigen Autor identifiziert, der eine Schrift über das Leben des Aristoteles und die Anordnung von dessen Werken verfasste. Diese Schrift, die von spätantiken Neuplatonikern wie dem Aristoteles-Kommentator Elias (6. Jahrhundert) konsultiert wurde, ist nur in einer arabischen Fassung erhalten; als Verfasser wird ab dem 10. Jahrhundert Ptolemaios al-Ġarīb („Ptolemaios der Fremde“ oder „Ptolemaios der Unbekannte“) genannt. Die hypothetische Gleichsetzung dieses Autors mit dem bei Iamblichos und Proklos erwähnten Platoniker wird in der neueren Forschung nicht mehr als plausibel betrachtet; vielmehr hat sich die Auffassung durchgesetzt, dass Ptolemaios al-Ġarīb ein Peripatetiker des 4. Jahrhunderts war. Frühere Versuche, ihn mit anderen bekannten Namensträgern zu identifizieren, sind gescheitert.